# Greeklish
 (novembre 2018).
Si vous disposez d'ouvrages ou d'articles de référence ou si vous connaissez des sites web de qualité traitant du thème abordé ici, merci de compléter l'article en donnant les références utiles à sa vérifiabilité et en les liant à la section « Notes et références ».
Le terme greeklish, mot-valise formé sur les mots anglais Greek (grec) et English (anglais), désigne la langue grecque lorsqu'elle est écrite avec l'alphabet latin. On trouve également les termes synonymes grec ASCII, Grenglish, Latinoellinika/Λατινοελληνικά ou franco-levantin. Contrairement aux systèmes standardisés de romanisation du grec, utilisés internationalement pour transcrire ou translittérer les noms propres et noms de lieux grecs, ou des bibliographies, le terme greeklish désigne surtout les pratiques et usages informels de rédaction d'un texte grec lorsque l'utilisation de l'alphabet grec est techniquement impossible ou trop lourde, en particulier dans le contexte informatique et électronique. Le greeklish a longtemps été utilisé sur l'Internet entre locuteurs grecs (sur les forums, le courrier électronique, IRC, la messagerie instantanée) ainsi que par SMS, principalement parce que les premiers systèmes d'exploitation utilisés sur Internet n'offraient pas facilement la possibilité d'écrire directement en grec, ou dans un format unicode tel UTF-8. Depuis la généralisation de ce standard, la plupart du contenu grec sur la Toile est écrit en alphabet grec.
A contrario, le terme greeklish est rarement utilisé pour désigner l'usage par des locuteurs bilingues d'une langue anglaise mélangée avec un grand nombre de mots grecs, ou inversement.

## Histoire
L'alphabet latin est utilisé pour écrire le grec depuis une époque très ancienne. Le terme franco-levantin se définit comme l'utilisation de l'alphabet latin pour écrire le grec depuis la domination franque en Grèce au Moyen Âge. (Frankos est un ancien terme grec pour désigner les occidentaux, et en particulier les catholiques.) Cet usage était courant dans les possessions vénitiennes en Mer Égée à l'époque moderne. En effet, les manuscrits autographes de plusieurs œuvres littéraires grecques de la Renaissance sont en alphabet latin (par exemple, la comédie Fortounatos par Marcos Antonios Foscolos, 1655). Cette convention fut également dénommée frankohiotika/φραγκοχιώτικα, « en raison de la longue présence latine sur l'île de Chios.
Vers 1930, certains auteurs ont proposé l'utilisation de l'alphabet latin dans le cadre d'un débat jamais abouti pour une réforme de l'orthographe grecque selon des principes phonétiques pour lutter contre le « fléau de l'analphabétisme ». Les arguments invoqués étaient d'éviter toute confusion avec l'orthographe grecque préalablement en vigueur, de réduire les coûts de la production littéraire et de manifester l'attachement à la civilisation occidentale par un alignement symbolique. Contre ces arguments ont été avancés le risque de perte de l'identité culturelle grecque, avec un parallèle jugé dangereux avec la réforme orthographique turque. Après la Seconde Guerre mondiale, le grec romanisé est utilisé de façon clairsemée dans les télégrammes internationaux, dans le secteur bancaire et par le Service météorologique national grec (Ethniki Meteorologiki Ypiresia, ΕΜΥ).
Avec l'avènement des ordinateurs dans le secteur privé dans les années 1960, qui utilisent le codage ASCII sur 7 bits conçu uniquement pour représenter l'anglais, le greeklish se voit réinventé par nécessité. Aux débuts de l'Internet dans les années 1980, le greeklish gagne du terrain pour représenter le grec, puis il devient dans les années 1990 très prévalent. Vers la fin du siècle, la plupart des applications informatiques supporte dorénavant les polices grecques grâce au standard Unicode, cependant le greeklish continue à primer en raison de sa rapidité d'utilisation, d'une certaine négligence dans l'orthographe et du développement d'un jargon Internet qui lui est associé.
Depuis la popularisation du greeklish avec l'Internet, il fait cependant l'objet d'un débat public en Grèce. Le magazine typographique acro titrait un article en 1996: « ETSI tha grafetai i glossa mas apo do ke bros ? » (« Va-t-on écrire AINSI notre langue à partir de maintenant ? »). En janvier 2001, l'Académie d'Athènes publie une lettre ouverte mettant en garde contre un remplacement de l'alphabet grec par l'alphabet latin :

« Θεωρούμε ανόσια αλλά και ανόητη κάθε προσπάθεια να αντικατασταθή η ελληνική γραφή στο λίκνο της. (...) Όπως και επί Ενετών, όταν αυτοί στα μέρη που κυριαρχούσαν προσπάθησαν να αντικαταστήσουν στα ελληνικά κείμενα τους ελληνικούς χαρακτήρες, έτσι και τώρα θα αντισταθούμε, καλώντας όλους τους συνέλληνες να αντιδράσουν για την πρόρριζα εξαφάνιση των ανίερων αυτών σχεδίων. »

« Nous considérons toute tentative de remplacement de l'alphabet grec par un autre alphabet non seulement comme irrespectueuse mais aussi comme un non-sens. (...) Comme lorsque les Vénitiens, quand ils régnaient, ont essayé de remplacer les caractères grecs dans les textes grecs [par du latin], nous allons maintenant résister, en appelant tous les Grecs à préconiser la disparition radicale de ce plan impie. »

La lettre a suscité un vif débat dans l'opinion grecque, entre des positions presque phobiques contre une latinisation de la langue grecque et l'avis que le greeklish est le témoin d'une attitude positive envers le progrès technique voire parfois même qu'il constitue une nouvelle variété de la langue grecque moderne. Certains lient cette tendance favorable au greeklish avec une tendance générale de critique envers la mondialisation. Certains chercheurs se sont penchés sur ce débat, y voyant une réminiscence du débat sur la question linguistique grecque, parce que les arguments contre le greeklish rappellent ceux adressés par les partisans de la katharévousa aux promoteurs du grec démotique.

## Legreeklishorthographique et legreeklishphonétique
Le greeklish peut être rédigé dans une forme orthographique ou phonétique, les deux formes étant en réalité souvent utilisées simultanément. Pour le mot διεύθυνση (diefthynsi, « adresse ») 23 formes différentes de transcription ont été trouvées. Pour la lettre grecque thêta (θ), qui reproduit le son [θ] qui correspond au th dur anglais, une étude a constaté une transcription dans 62,9 % des cas par th, dans 22,9 % par le chiffre 8, dans 5,7 % par le zéro (0), dans 2,9 % par Q ou q, et dans 5,6 % des cas par d'autres caractères.
Dans la forme orthographique, l'intention est de reproduire l'orthographe grecque de manière fine: il y a une correspondance une à une entre les lettres grecques et latines, et les digraphes sont évités, avec une utilisation éventuelle de la ponctuation ou des chiffres ressemblant à des lettres grecques plutôt que les digrammes latins. Alors que les lettres sont avant tout choisies selon la similitude phonétique, l'équivalence visuelle et la correspondance entre les touches du clavier sont utilisés lorsque des lettres phonétiquement similaires sont épuisés. Ainsi, psi (ψ) peut être transcrit par ps, 4 ou y; xi (ξ) par ks, x ou 3, et thêta (θ) par e ou 8.
Dans la forme phonétique, il n'y a pas de volonté de reproduire l'orthographe grecque, et le greeklish est une transcription phonétique (selon les normes phonétiques françaises, anglaises ou autres selon le contexte) des mots grecs. En particulier, l'iotacisme est préservé : les diverses lettres et digrammes désormais prononcés /i/ sont tous transcrits par i, et non pas orthographe (par exemple h, i, u, ei, oi pour η ι υ ει οι). Dans la forme phonétique, xi est généralement x, ks ou 3; ks ou 3 est utilisé si x a été choisi, selon la convention orthographique, pour chi (χ). Psi et thêta seront généralement représentés par les digraphes ps et th. 3 est souvent utilisé pour représenter xi (ξ) en raison de sa forme semblable, en miroir.
Un exemple de convention greeklish orthographique est le mot « plateia », qui signifie en grec « place » et est orthographié « πλατεία ». Le mot « plateia » dérive du remplacement à l'identique de chaque lettre grecque avec son équivalent latin : π=p, λ=l, α=a, τ=t, ε=e, ι=i, α=a.
Un exemple de convention greeklish phonétique est le même mot, « place », écrit comme ceci: « platia ». Le mot est écrit sans la lettre e car phonétiquement, le mot « place » en grec se prononce « platia » (en effet « εί » est maintenant prononcé /i/, un exemple de iotacisme).
Une convention greeklish orthographique poussée à l'extrême, qui vise à une plus grande ressemblance avec les caractères grecs, est le greeklish dit « byzantin » ou « arabesque » ou encore « calligraphique/artistique » présenté dans la liste de diffusion Hellas par le mathématicien Georges Baloglou. Les principales caractéristiques du script « byzantin » de Baloglou sont la distinction de σ et s (σ=c ς=s), la distinction entre lettres majuscules et minuscules, comme π=n et Π=TT ou 5, θ=8 et Θ=0 ou Q, ψ=y, Ψ=4, et les translittérations inusitées mais fortement ressemblantes σ=c, π=n ρ=p Ρ=P.
| Alphabet grec                            | α | β | γ    | δ | ε | ζ | η   | θ         | ι | κ | λ | μ | ν | ξ    | ο | π   | ρ   | σ   | τ | υ   | φ | χ       | ψ  | ω | ´ | ει | ευ    | ου    | ς |
| Transcription phonétique                 | a | v | gh y | d | e | z | i   | th        | i | k | l | m | n | ks x | o | p   | r   | s   | t | i   | f | kh/ch h | ps | o |   | i  | ef ev | u     | s |
| Translittération visuelle                | a | b | g    | d | e | z | n h | 8 9 0 Q q | i | k | l | m | v | 3    | o | p n | r p | s c | t | u y | f | x       | 4  | w |   | ei | eu ey | ou oy | s |
| Translittération au clavier (grec ASCII) | a | b | g    | d | e | z | h   | u         | i | k | l | m | n | j    | o | p   | r   | s   | t | y   | f | x       | c  | v | ; | ei | ey    | oy    | w |

## Livres écrits engreeklish
Jannis Androutsopoulos (voir les références) cite Exegesis, un livre écrit en greeklish qui a été publié par Oxy Publications en 2000. La translittération en greeklish a été basée sur la traduction en grec du livre d'origine, écrit par Astro Teller (en). Ce roman sur le thème de l'intelligence artificielle décrit un programme informatique qui a acquis une « conscience » propre. Le livre d'origine a été écrit entièrement sous la forme de courriels, ce qui a incité Androutsopoulos et ses collaborateurs à publier une version de celui-ci en greeklish.

## Usage informatique dugreeklish
L'informatique a compté pendant une grande partie de son histoire un ensemble de méthodes incompatibles entre elles pour afficher des caractères non ASCII (IBM 437, ELOT 928, ISO 8859-7 et quelques autres encodages propriétaires) et pas de méthode standard pour les taper sur un clavier d'ordinateur. Cette situation a été résolue avec l'introduction de l'Unicode. Avant l'introduction de logiciels compatibles Unicode (serveurs et clients web notamment), de nombreux sites web grecs personnels ou informels ont été écrits en greeklish. Depuis la généralisation de ce standard, la plupart des sites grecs sur la Toile (sinon tous) sont écrits en alphabet grec.
Presque tous les messages électroniques étaient également écrits en greeklish, et ce n'est que récemment, avec la compatibilité Unicode complète des clients de messagerie modernes et le remplacement progressif des anciens logiciels, que l'utilisation des caractères grecs s'est généralisée.
Certains fournisseurs d'accès à Internet en Grèce utilisent à la fois le grec et le greeklish dans leurs courriels. Par exemple, les communications envoyés aux utilisateurs par courriel sont généralement rédigés en anglais, grec, et greeklish, afin de s'assurer que le destinataire puisse comprendre un message de service important, même si les paramètres de son ordinateur pour les caractères non ASCII ne correspondent pas à ceux de l'expéditeur.

## Utilisation commerciale

### Utilisation dans la publicité
En 2008, des publicités utilisant le greeklish apparaissaient dans le Métro d'Athènes et sur les murs. Parmi les entreprises derrière ces publicités se trouvaient entre autres Pizza Hut, Forthnet (en) et Vodafone[réf. souhaitée].

### Utilisation dans la communication d'entreprise
L'utilisation du greeklish à des fins commerciales ou de communication d'entreprise est cependant considéré comme un manque de capacité ou de respect de la part de l'entreprise.

## Les tendances actuelles

### Changements dans l'usage
Autour de 2004, la plupart des logiciels étant devenue compatible Unicode (UTF-8 ou UTF-16), l'utilisation du greeklish a été fortement découragée dans de nombreux forums de discussion grecs, où le greeklish était auparavant la norme. Les utilisateurs continuant d'écrire en greeklish pouvaient se voir menacés de bannissement par les administrateurs, qui rendaient ainsi obligatoire l'utilisation de l'alphabet grec. La seule utilisation du greeklish ne devint cependant pas une raison à part entière de bannissement. Parmi de tels forums, on compte: le forum de traduction Translatum, le forum Athens Wireless Metropolitan Network, le forum Projet Venus, le forum adslgr.com, le forum e-steki.gr, le Forum technologique grec et le forum étudiant e-foititis.gr. La raison invoquée est que le texte écrit en greeklish est nettement moins esthétique, et aussi beaucoup plus difficile à lire, par rapport au texte écrit dans l'alphabet grec. Un locuteur non-grec peut le comprendre par cet exemple: « σεσι ε διφισιλ α λιρ » serait la façon d'écrire « ceci est difficile à lire » en français, mais en utilisant l'alphabet grec.
Un contre-argument avancé par certains utilisateurs des forums est que bon nombre d'utilisateurs vivent à l'étranger et accèdent à l'Internet à partir d'ordinateurs qu'ils ne possèdent pas (université, cybercafés, etc.). Ils n'ont donc pas la possibilité de modifier le paramétrage du clavier afin de pouvoir saisir du texte en grec, le greeklish étant la seule option à leur disposition.
Sur les canaux grecs de l'IRC et les applications de messagerie instantanée, le greeklish est utilisé plus fréquemment, parce qu'il est plus simple à taper et que les fautes de frappe sont plus facilement excusées en greeklish qu'en grec. Toutefois, l'utilisation du greeklish se voit critiquée en ce qu'elle contourne la vérification orthographique, entraînant une diminution de la capacité des rédacteurs à écrire correctement le grec orthographié en alphabet grec.
Sur le site de réseau social Facebook, on trouve plusieurs groupes contre l'utilisation du greeklish.
La rédaction d'un texte long en greeklish est devenue aux alentours de 2010 très inhabituelle.

### Évolution dugreeklishdans les usages subsistants
Une autre tendance constatée dans le greeklish est l'introduction de termes du Leet speak et du langage SMS. Beaucoup de termes argotiques ou Leet speak anglais ou internationaux ont été intégrés dans la langue grecque parlée par les joueurs en ligne de jeux tels que World of Warcraft.
Exemples:
| Greeklish        | Explication                                                                           |
| ---------------- | ------------------------------------------------------------------------------------- |
| Tsagia           | « Au revoir », mot signifiant thés utilisé à la place de ciao de manière humoristique |
| Re c             | Prononcé « ré sy », basé sur l'exclamation Re (en), signifiant en gros « vous »       |
| Kalimerez, Merez | Kalimeres (καλημέρες), signifiant « bonjourz » ; le z final est inspiré de byez       |
| Tpt              | Tipota (τίποτα), signifiant « rien »                                                  |
| Dn               | Den (δεν), signifiant la négation « pas »                                             |
| M                | Mou (μου), signifiant « me » / « mon »                                                |
| S                | Sou (σου), signifiant « te » / « ton »                                                |
| n                | na (να), équivalent de la conjonction « que » ou en (εν), négation en grec chypriote  |
| tr               | tora (τώρα), signifiant « maintenant »                                                |
| smr              | simera (σήμερα), signifiant « aujourd'hui »                                           |
| klnxt            | kalinixta (καληνύχτα), signifiant « bonne nuit »                                      |
| tlm              | ta leme (τα λέμε), signifiant « on se reparlera »                                     |
| sks              | skase (σκάσε), signifiant « la ferme »                                                |
| kn1              | kanena (κανένα), signifiant « personne »                                              |
| dld              | diladi (δηλαδή), signifiant « alors » / « bon »                                       |
| vrm              | variemai (βαριέμαι), signifiant « je m'ennuie »                                       |
| mlk              | malaka (μαλάκα), signifiant « branleur » / « trou du cul »                            |

### Variante chypriote
Le Grec chypriote a sa forme distincte de greeklish, qui reflète la phonologie chypriote ; par exemple j peut signifier le phonème [dʒ], qui s'écrit τζι- en grec chypriote, et correspond à un /k/ palatalisé en grec standard. Par exemple, le mot grec standard και /ke/ [ce], signifiant « et » et transcrit en greeklish par kai ou ke, diffère du chypriote τζιαι [dʒe] transcrit en greeklish chypriote par tziai ou je.
Le greeklish chypriote reflète également ces différences dans ses versions influencée par le Leet speak ou la messagerie instantanée. On le constate dans l'exemple suivant :
- En greeklish chypriote :

« ego n 3ero re pe8kia.. skeftoume skeftoume omos tpt.. n mporo na me fantasto na asxoloume tin ipolipi m zoi me ena single prama.. kathe mera jini i idia i doulia. enna spaso. omos me tes epilogies p ekama .. tino pros iatrika j etsi.. »

— (http://www.varkoume.com/phpBB2/viewtopic.php?p=558876&sid=07416b68bb274b6bb6954cba283449bb , 2006-03-25)
- En grec chypriote :

« Εγώ εν ξέρω ρε παιθκιά... σκέφτουμαι σκέφτουμαι όμως τίποτε... εν μπορώ να με φανταστώ να ασχολούμαι την υπόλοιπή μου ζωή με ένα single πράμα... κάθε μέρα τζιείνη η ίδια η δουλειά. Εννα σπάσω. Όμως με τες επιλογές που έκαμα... τείνω προς ιατρικά τζιαι έτσι... »

Les raccourcis du langage SMS utilisés sont les suivants: n = en/εν (négation, en grec standard: d = den/δεν); tpt = tipote/τίποτε (« rien », tipota/τίποτα en grec standard); j = je/τζιαι (« et »)

## Exemples

### "Καλημέρα, πώς είστε;"
- Greeklish 1 : kalimera, pos iste? (phonétique)
- Greeklish 2 : kalhmera, pws eiste; (respectant l'orthographe)
- Variante « byzantine » de Baloglou : kalhmepa, nws eicte;
- Tapé comme si la disposition du clavier était en grec, alors qu'il est configuré pour l'anglais américain: Kalhm;era, pvw e;iste?

### "Θήτα"
- Greeklish : thita

## Conversion grec/greeklish
Dès l'apparition du greeklish, plusieurs tentatives ont eu lieu pour développer des applications de conversion automatique du greeklish au grec. La plupart d'entre eux peuvent faire face à une partie seulement des modes de translittération (greeklish orthographique ou phonétique) et peuvent être trouvées et téléchargées sur Internet. Le premier outil complet pour la transcription automatique de greeklish au grec, l'obtention d'orthographe correcte est  All Greek to Me!, développé et fourni par l'Institut pour le Traitement automatique de la Parole et du Langage.
La première application en ligne pour la transcription du greeklish au grec, nommée deGREEKLISH, a été développée par l'équipe Intelligence Artificielle à l'Université de Patras.
Un groupe a initié la création d'un convertisseur libre basé sur des mots translittérés fournis par les utilisateurs: greeklish OUT!. Un autre convertisseur greeklish libre, écrit dans le langage C#, est disponible en ligne.

## Sources
- (en) Cet article est partiellement ou en totalité issu de l’article de Wikipédia en anglais intitulé « Greeklish » (voir la liste des auteurs).

- (de) Cet article est partiellement ou en totalité issu de l’article de Wikipédia en allemand intitulé « Greeklish » (voir la liste des auteurs).
- Jannis Androutsopoulos (Γιάννης Ανδρουτσόπουλος), linguiste au King's College de Londres, a mené des recherches approfondies sur l'histoire et la sociolinguistique du greeklish en 1998-2001 ; ses publications, ainsi que des publications dans les médias sur le phénomène, sont rassemblées sur un site dédié. Ces recherches ont été réactualisées en 2009 dans une nouvelle publication:
  - (en) Jannis Androutsopoulos, « ‘Greeklish’: Transliteration practice and discourse in a setting of computer-mediated digraphia », dans Georgakopoulou, Alexandra / Michael Silk (eds.), Standard Languages and Language Standards: Greek, Past and Present, Farnam: Ashgate, Centre for Hellenic Studies, King’s College London, 2009 (lire en ligne), p. 221-249